# Alskogsförnamal
Alskogsförnamal, Hypatopa inunctella är en fjärilsart som först beskrevs av Philipp Christoph Zeller 1839. Enligt Dyntaxa ingår Alskogsförnamal i släktet Hypatopa men enligt Catalogue of Life är tillhörigheten istället släktet Holcocera. Enligt båda källorna tillhör Alskogsförnamal familjen förnamalar, Blastobasidae. Enligt den finländska rödlistan är arten nära hotad, NT, i Finland. Arten är reproducerande i Sverige. Artens livsmiljö är fuktiga lundar, och den är knuten till al. Inga underarter finns listade i Catalogue of Life.